# Mallavia
Mallavia (oficialmente en euskera: Mallabia) es una anteiglesia y municipio de la provincia de Vizcaya en el País Vasco, España. Pertenece a la comarca del Duranguesado, aunque organizativamente está integrado en la comarca guipuzcoana del Bajo Deva (en euskera: Debabarrena). Cuenta con una extensión de 23,79 km² y una población de 1157 habitantes (INE 2024).
La etimología del topónimo Mallabia puede venir de malla, escalón, nivel, altura; y bi(a), dos, o la de dos, es decir, en dos escalones o alturas.
Mallavia ocupa una amplia zona con una serie de entidades de población, pequeños barrios de caseríos de carácter eminentemente rural. Su núcleo urbano se aglutina en torno de la carretera BI-3301 que une Ermua con el puerto de Trabakua, y allí con la carretera BI-633, que va de Durango a Ondárroa.

## Geografía
Integrado en la comarca del Duranguesado, se extiende hasta el límite con Guipúzcoa y la comarca de Lea-Artibai. La distancia que la separa de Durango, cabeza de la comarca, es de 10 kilómetros y de Éibar, el núcleo poblacional importante de la zona, es de 6 kilómetros. Bilbao, capital de la provincia, queda a 44 kilómetros. Sus barrios se extienden por la falda del monte Oiz (1032 metros) y casi la totalidad del municipio pertenece a la cuenca del Deva incluyendo al núcleo urbano, por lo que, aún perteneciendo administrativa e históricamente al Duranguesado, para muchas cuestiones y servicios se adhiere a la comarca guipuzcoana del Bajo Deva y la capital de la misma, la ciudad de Éibar. 
| Noroeste: Cenarruza-Bolívar | Norte: Cenarruza-Bolívar y Marquina-Jemein | Nordeste: Marquina-Jemein |
| Oeste: Bérriz               |                                            | Este: Éibar (Guipúzcoa)   |
| Suroeste: Bérriz            | Sur: Zaldívar                              | Sureste: Ermua            |

### Comunicaciones
El núcleo urbano está atravesado por la carretera BI-3302, que conecta con la BI-633. Atraviesan el municipio, por otros lugares, las carreteras BI-633 (Durango–Ondarroa), BI-2301 (Ermua–Puerto de Trabakua) y la nacional N-634 en el pK 70. La carretera BI-633 atraviesa el puerto de Trabakua (440 metros). 

### Composición
El municipio de Mallavia está conformado, además del núcleo urbano, por los barrios rurales de:
- Gerea, a unos 350 m de altitud, en las faldas de las estribaciones del Oiz y en la parte alta de la cuenca del Artibai colindante con el término de Cenarruza-Puebla de Bolívar. La iglesia está consagrada a San Andrés, consta de cementerio y tuvo una escuela de barriada de las construidas por la Diputación de Bizkaia a principios del siglo XX.

- Goitana, a unos 300 m de altitud, también en la cuenca alta del Artibai, junto al arroyo Okinbals en las faldas del Zengotigane y Arteta. En terrenos de Goitana se hallan las ermitas de San Juan, Santa Catalina y San Martín. Tuvo una escuela de barriada de las construidas por la Diputación de Bizkaia a principios del siglo XX.

- Osma, a unos 350 m de altitud, en la cuenca del río Ego, es decir, en la cuenca del Deva, junto al nacimiento del arroyo Urtia en las faldas de Zengotigane y Arietxu.

- Zengotita, a unos 400 m s. n. m., se encuentra en la cuenca del Ibaizábal, junto al nacimiento del arroyo Zengotita, bajo las estribaciones del monte Oiz (en este caso su punta secundaria Zengotigane). En él se ubica la ermita de San Juan.

- Berano, altitud media de 325 m, se encuentra en la cuenca del Deva, entre el arroyo Okinbals y Berano en las faldas del Asuntze, limita con Marquina, Ermua y Éibar. En su territorio se ubican importantes polígonos industriales. En él se ubican las ermitas de San Jorge, San Miguel y San Antonio. Tuvo una escuela de barriada de las construidas por la Diputación de Vizcaya a principios del siglo XX.

- Areitio, 250 m de altitud, en él se sitúa el puerto de Areitio por donde pasa la carretera N-634 en las faldas del Areitio y Mallegrai y confluencia del Urtia. La distancia del núcleo urbano al puerto es de escasamente 1500 m. Hay asentamientos industriales importantes. Tiene las ermitas de San Pedro y Nuestra Señora De la Esperanza. En su lado sur está la estación de la línea ferroviaria Bilbao-San Sebastián, sin uso desde finales del siglo XX. En el puerto se Areitio se ubica la ciudad deportiva de la Sociedad Deportiva Eibar.

- Arandono, con algunos asentamientos y caseríos.

- Hirigunea es la zona urbana del municipio donde se ubica la iglesia parroquial y la casa consistorial.

### Hidrografía
El municipio está estructurado sobre tres cuencas fluviales, la del Deva, la del Artibay y la del Ibaizábal. En todos los casos ocupa la parte alta de las mismas. Estas tres cuencas parten de la divisoria de aguas creada en el macizo del Oiz y su estado de conservación medioambiental es bastante bueno, destacando sobresalientemente la cuenca del Artibay donde se mantiene una importante población de visón europeo, especie que precisa de un hábitat muy cuidado para sobrevivir.

### Orografía
El relieve del municipio es montañoso, suavizado por los estrechos valles de los ríos y arroyos. La altitud oscila entre los 887 metros (pico Axmakur), en el límite con Bérriz y Cenarruza-Bolívar, y los 220 metros a orillas de un arroyo que se dirige hacia Ermua. El pueblo se alza a 323 metros sobre el nivel del mar.

## Historia

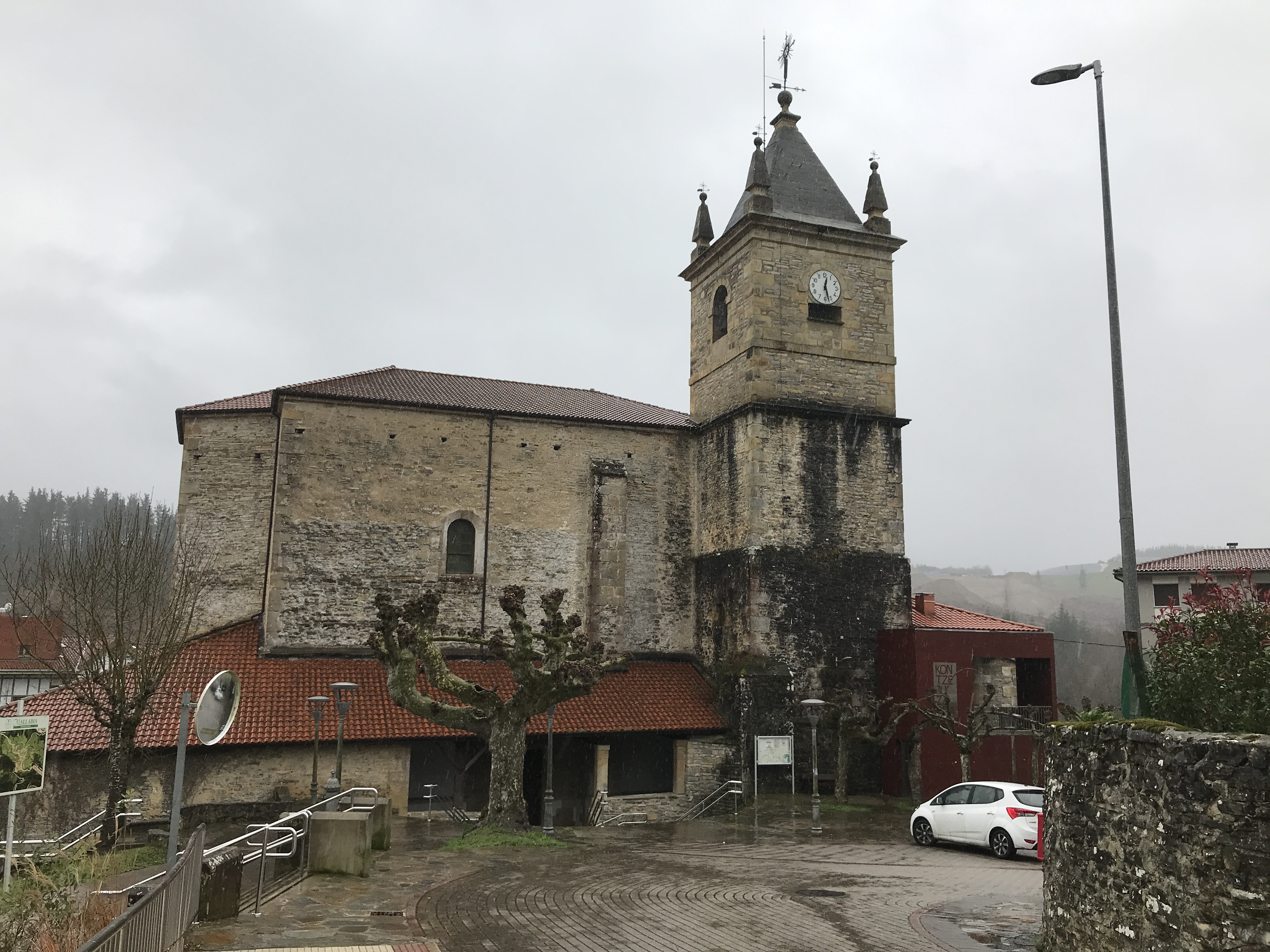
Iglesia de Santa María de la Asunción

La anteiglesia de Mallavia, como todas las anteiglesias no tiene fecha de fundación. Su origen está entroncado en el de la Tierra Llana de Vizcaya. Posiblemente se segregó de la anteiglesia de Zenarruza (en cuyos territorios también se fundó la villa de Ermua). En 1635 toma puesto en la Juntas de Guerediaga, de la Merindad de Durango en lugar de la anteiglesia de San Agustín de Etxebarria que se une a la villa de Elorrio y por lo tanto no puede participar en las mismas. El asiento y voto que le corresponde es el número 3.
La fundación de la iglesia parroquial de la Asunción data del siglo XI y fue reedificada en el siglo XVI y concluida en 1750. Es de suponer por estos datos, que ya existía un importante núcleo poblacional en Mallavia para el siglo XI.
La estructura eclesiástica influyó decisivamente en la conformación del solar vizcaíno. La figura administrativa de la anteiglesia tendrá una influencia que sobrepasa la connotación religiosa de la misma. Los señores de Vizcaya, los jefes de linaje y otras gentes interesadas van levantando iglesias en torno a las que organizan a los campesinos y siervos. 
El asentamiento de la población refleja la estructura de producción agrícola que durante siglos ha venido siendo la fundamental en el municipio.

## Demografía
Mallavia cuenta con una población de 1157 habitantes (INE 2024).
| Gráfica de evolución demográfica de Mallavia entre 1842 y 2021 |
| |
| Población de derecho según los censos de población del INE Población de hecho según los censos de población del INEEn estos censos se denominaba Mallavia: 1842, 1857, 1860, 1877, 1887, 1897, 1900, 1910, 1920, 1930, 1940, 1950, 1960, 1970 y 1981 |

## Economía
Las actividades económicas de los pobladores de Mallavia han estado, históricamente, encuadradas en el sector primario. La agricultura y la ganadería han sido las ocupaciones fundamentales de los mallabiarras.
El sector primario está centrado en las explotaciones ganaderas y agrícolas de los baserris (caseríos) que se han mantenido pero alternando con el trabajo en la industria. Es importante la explotación forestal centrada en las plantaciones de pino insignis que hay en los montes del municipio.
El sector secundario ha tenido su desarrollo a partir de la época de 1970, cuando muchas de las industrias eibarresas (como Orbea) se ubicaron en los valles al lado de las carreteras y constituyeron los polígonos industriales que con el tiempo han sido ampliados y urbanizados, acogiendo en la actualidad a importantes industrias, la inmensa mayoría dedicada a la transformación y manufactura mecánica, con la industria auxiliar del automóvil y la máquina herramienta con principales pero con extensión a todos los sectores. En el área municipal hay tres polígonos industriales donde tienen su sede multitud de empresas: el de Urtia, Goitondo y Mallabarrena. Este último se ubica cerca del núcleo urbano y lo constituye un gran pabellón industrial construido en 1977. 
El sector servicios es escaso, limitándose al transporte y a las restauración, con multitud de restaurantes de calidad.

## Administración y política
| Partido político                                              | 2023  | 2023  | 2023       | 2019  | 2019  | 2019       | 2015  | 2015  | 2015       | 2011  | 2011  | 2011       | 2007  | 2007  | 2007       |
| Partido político                                              | %     | Votos | Concejales | %     | Votos | Concejales | %     | Votos | Concejales | %     | Votos | Concejales | %     | Votos | Concejales |
| Euzko Alderdi Jeltzalea-Partido Nacionalista Vasco (EAJ-PNV)  | 50,74 | 341   | 5          | 60,21 | 454   | 6          | 47,38 | 325   | 5          | 41,92 | 301   | 4          | 38,66 | 271   | 4          |
| Euskal Herria Bildu (EH Bildu)-Bildu                          | 45,38 | 305   | 4          | 37,53 | 283   | 3          | 46,94 | 322   | 4          | 50,56 | 363   | 5          | —     | —     | —          |
| Partido Socialista de Euskadi-Euskadiko Ezkerra (PSE-EE PSOE) | 2,97  | 20    | 0          | 1,85  | 14    | 0          | 3,79  | 26    | 0          | 4,32  | 31    | 0          | 9,42  | 66    | 0          |
| Partido Popular del País Vasco (PP)                           | —     | —     | —          | 0,13  | 1     | 0          | —     | —     | —          | 1,67  | 12    | 0          | 3,28  | 23    | 0          |
| Eusko Abertzale Ekintza-Acción Nacionalista Vasca (EAE-ANV)   | —     | —     | —          | —     | —     | —          | —     | —     | —          | —     | —     | —          | 48,36 | 339   | 5          |

## Cultura

### Patrimonio

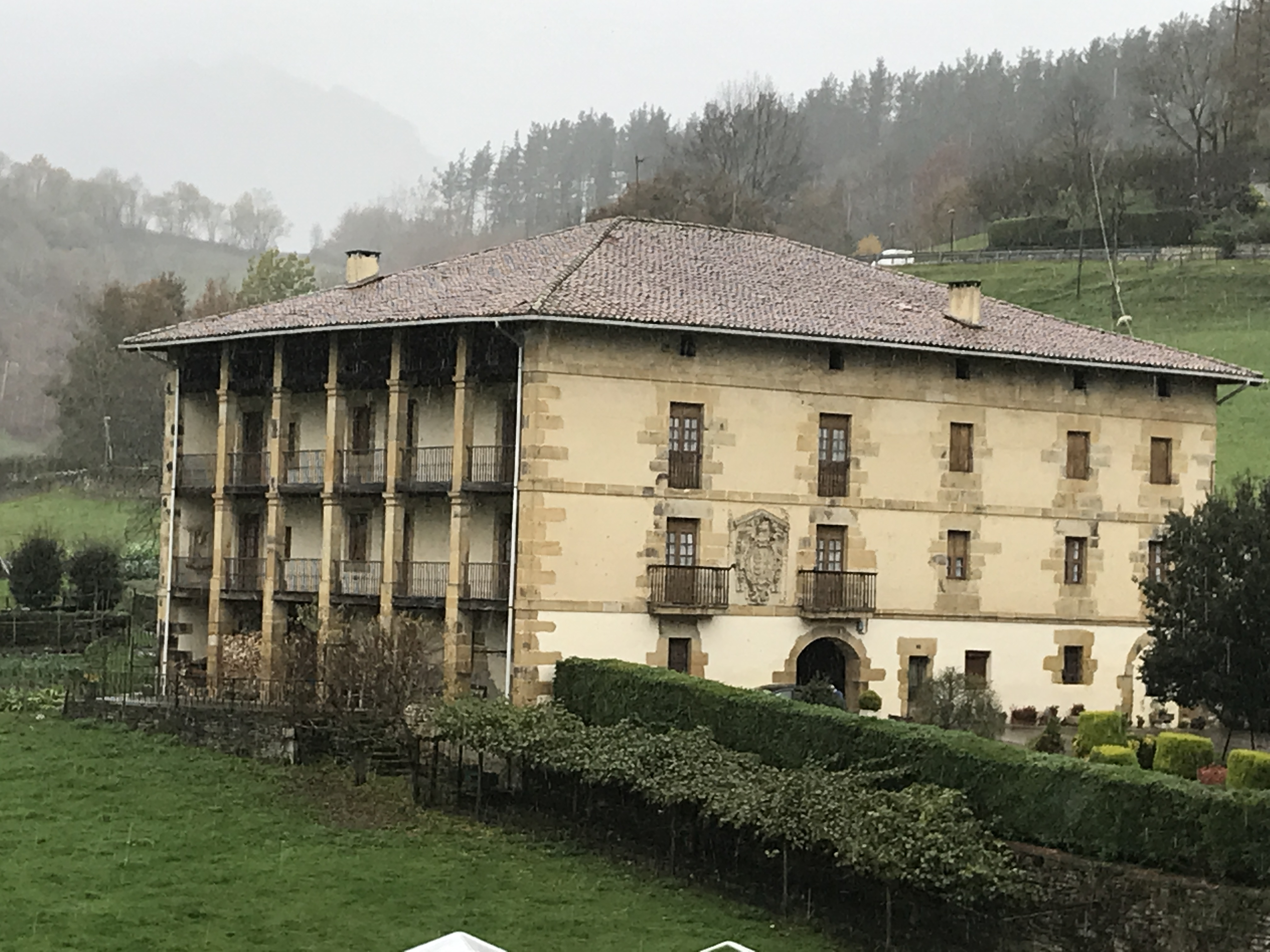
Palacio de Arana

El patrimonio monumental de Mallavia es rico en casas palacios blasonadas, palacios rurales de porte impresionante y con importante fachadas, además de las numerosas ermitas y dos parroquias.
- Iglesia de la Asunción: del siglo XI, modificada en el siglo XVI y en 1750, tiene una sola nave y es de estilo gótico vasco. La torre ese herreriana y tiene un altar mayor barroco donde destaca una figura de Nuestra Señora del Rosario.

- Palacio Arana o Amézaga: magnífico palacio rural de dimensiones impresionantes data de 1750. Es un gran edificio de tres plantas de planta cuadrada con cubierta a cuatro aguas. La fachada principal está realizada en sillería de arenisca y estructurada de forma asimétrica. La entrada se ubica desplazada a la izquierda del eje central de la fachada y entre los balcones de la primera planta que se ubican sobre ella se sitúa un gran escudo de armas que llama, poderosamente, la atención por su tamaño. La fachada sur se abren una serie de galerías en todos los pisos enmarcadas por cinco columnas que lo recorren verticalmente. Recuerda a los patios o corrales madrileños. El edificio es de estilo barroco y neoclásico.

Los caseríos de Urízar, Mallea y Zengotita Bengoa tienen interesantes escudos en sus fachadas. Hay una serie de ermitas, como la de 
San Pedro, la de San Juan Bautista, la de San Miguel Egia, la de San Jorge o la de Santa Catalina y algunos lugares de interés arqueológico.

### Fiestas
Mallavia celebra sus fiestas en honor a la Virgen Nuestra Señora de la Asunción, su patrona. Las Andramaris son el 15 de agosto. <En ellas destaca el deporte rural, con levantamiento de piedra, partidos de pelota, arrastre de piedra, etc.. Se hace feria en mayo que se denomina Maiatzeko Azoka y en el último fin de semana de octubre la fiesta que llaman Urriko Jaiak.
Cada barrio celebra fiesta en el día de su patrón particular:
- Gerea, San Adrián en junio
- Goitia, San Juan el 24 de junio
- Osma
- Zengotita, el último fin de semana de agosto
- Berano, San Jorge el 23 de abril
- Areitio, Nuestra Señora de la Esperanza el primer domingo de mayo
- Arandono
- Hirigunea